# Боаз
Бо́аз (в деяких перкладах Во́оз) (івр. בעז) — біблійний праведник, прадід ізраїльського царя Давида, що згадується у Старому Заповіті в Книзі Рут. Він був сином Салмона (Рут. 4:20-21), та родичем ефратянина Елімеле́ха.

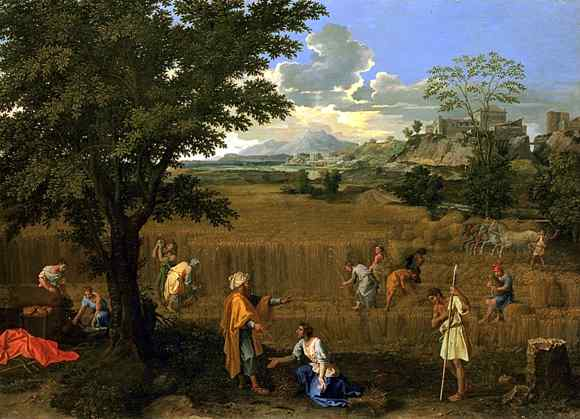
Пуссен, Рут та Боаз, 1660–1664

## Історія

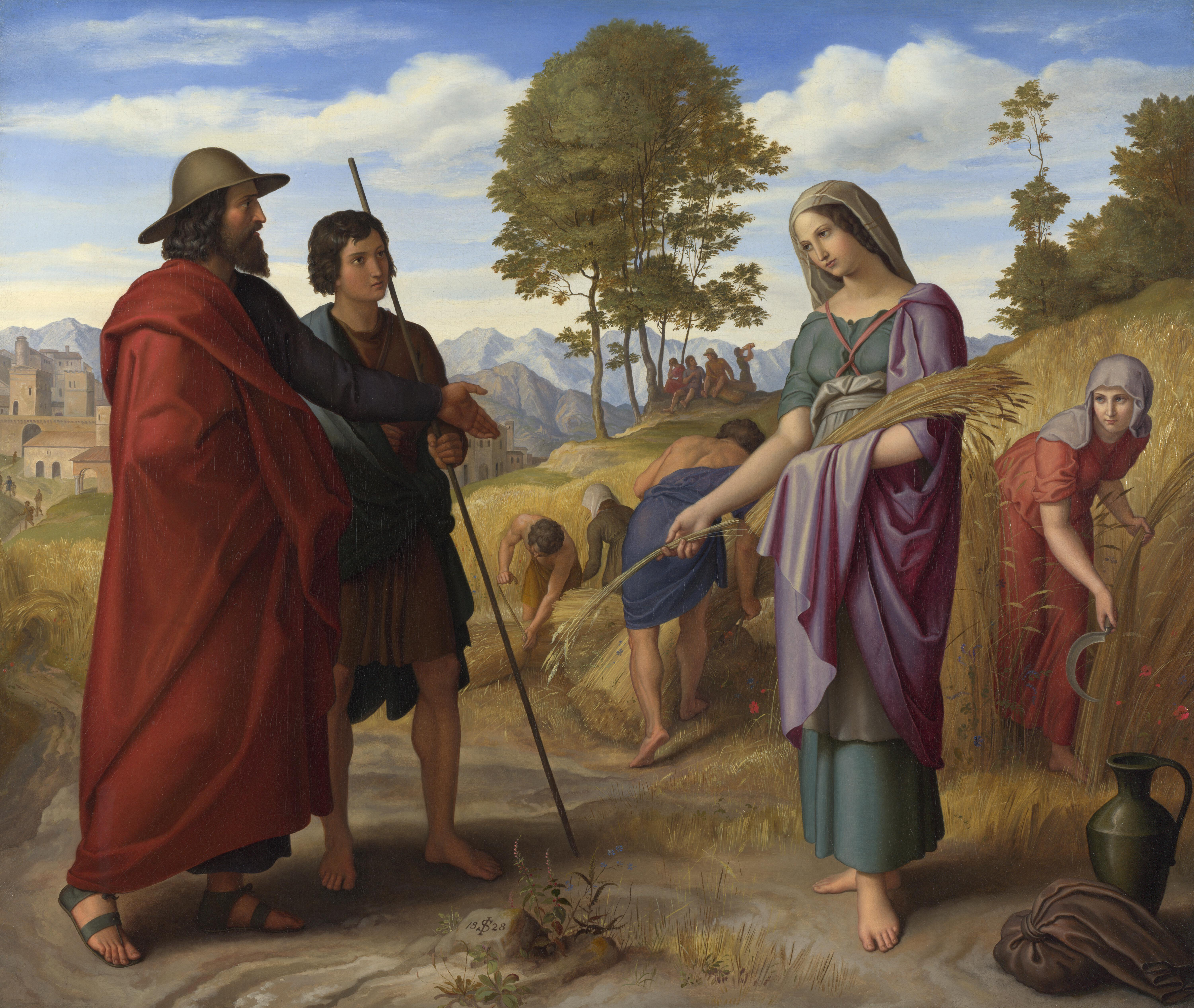
Юліус Шнорр фон Карольсфельд. Рут на полі Боаза

У Елімелеха була дружина Ноема та двоє синів Махло́н і Кілйо́н, які взяли собі за дружин двох моавитянок — Орпа́ і Рут та переселились до Моаву. Коли Елімелех і його сини померли, за древнім звичаєм Ноема вирішила повернутись на батьківщину, а невісткам запропонувала залишитсь зі своїми батьками на свої землі. Орпа погодилась, а Рут сказала, що хоче піти разом з Ноемою та в усьому їй допомагати. Коли вони повернулись у Юдею Ноема змінила ім'я на Ма́ра і вони поселились на землі Елімелеха.
Одного разу Рут прийшла на поле родича свого свекра — Боаза і попросила у робітників дозволу збирати колоски за ними. Боаз помітивши молоду жінку запитав хто вона, робітники йому розповіли, що це вдова його родича Махлона. Вона сподобалась Боазові і він оцінив її доброчесність, адже вона покинула своїх батьків і батьківщину заради свекрухи. Він не тільки дозволив збирати колоски за женцями, але й сказав їй ходити разом з робітницями, щоб збирати колосся. Ноема, дізнавшись про це, порадила Рут прийти до Боаза вночі та лягти поруч з ним, оскільки він був їхнім родичем, то мав право викупити землю Елімелеха у Ноеми, та одружитись з Рут.
Рут прийшла на тік, де спав Боаз, і, відкривши його ноги, лягла поруч з ним, вночі він прокинувся від холоду й побачив біля себе жінку. Запитавши, хто вона, почув у відповідь, що вона Рут, його рабиня, а він має на неї право викупу. Але в Ноеми був ще ближчий родич і він мав більше право на викуп, тому Боаз вирішив спершу запропонувати йому цей викуп. Боаз, зібравши десять старійшин міста, запропонував цьому родичу викупити землю Елімелеха, той погодився, але, дізнавшись про вдову, яку він мав взяти за дружину, він злякався розоритись та відмовився від неї. За єврейським звичаєм родич Елімелеха віддав свою сандалю Боазові, що слугувало свідоцтвом скріплення угоди. Таким чином Рут стала дружиною Боаза і незабаром вона породила сина Ове́да, що був батьком Єссе́я, а Єссей був батьком Давида.

### Родовід Боаза
|  | А оце Перецові нащадки: Перец породив Гецрона, а Гецрон породив Рама, а Рам породив Аммінадава, а Аммінадав породив Нахшона, а Нахшон породив Салмона; а Салмон породив Боаза, а Боаз породив Оведа; а Овед породив Єссея, а Єссей породив Давида. |

## Боаз у світовій культурі
- У Гюго є відомий вірш «Сплячий Боаз»[9].
- У Ніколя Пуссена є картина «Боаз і Рут», (1660–1664).
- У Юліуса Шнорр фон Карольсфельда є картина «Рут в полі Боаза».
- Сюжет і образи Боаза і Рут нерідко використовувались в літературі. Наприклад відомий норвезький письменник Кнут Гамсун використав ці образи у своєму романі «Соки землі».